# 五十嵐勝弘
五十嵐勝弘 （いがらし かつひろ、1986年2月4日 - ）は日本の俳優。東京都町田市出身。
身長174cm、体重58kg。血液型はB型。日本舞踊の流派は深水流で、家元は女優の朝丘雪路。

## 出演作品

### テレビドラマ
フジテレビ
もやしもん 9話〜10話 小笠原 役

### 映画
心霊写真部弐限目

### 舞台
火の鳥（前進座劇場）

### CM
リコー VP

### カタログ
- 浴衣ファッション